# Hệ thống các thành phố lớn châu Á 21
Hệ thống các thành phố lớn thế kỷ 21 (tiếng Anh: Asian Network of Major Cities 21 là một cơ quan đại diện cho quyền lợi của các thành phố lớn thủ đô châu Á về các chủ đề quan trọng như: quy hoạch đô thị, tính bền vững và quản lý khủng hoảng. Tổ chức này được thành lập ở Kuala Lumpur thông qua một tuyên bố chung tháng 8/2000.
Các thành phố thành viên:
| Tên thủ đô        | Tên theo tiếng địa phương | Dân số     | Hình ảnh | Quốc gia                    |
| ----------------- | ------------------------- | ---------- | -------- | --------------------------- |
| Bangkok           | กรุงเทพมหานคร              | 11,998,000 |          | Thái Lan                    |
| Delhi             | दिल्ली                       | 32,065,760 |          | Ấn Độ                       |
| Hanoi             | Hà Nội                    | 8,000,000  |          | Việt Nam                    |
| Jakarta           | Jakarta                   | 24,094,000 |          | Indonesia                   |
| Kuala Lumpur      | Kuala Lumpur              | 7,564,000  |          | Malaysia                    |
| Metro Manila      | Kalakhang Maynila         | 13,484,462 |          | Philippines                 |
| Seoul             | 서울                      | 24,472,063 |          | Hàn Quốc                    |
| Singapore         | Singapura                 | 5,887,600  |          | Singapore                   |
| Đài Bắc           | 臺北                      | 9,078,000  |          | Đài Loan                    |
| Tokyo             | 東京                      | 34,607,069 |          | Nhật Bản                    |
| Yangon            | ရန်ကုန်                      | 5,514,000  |          | Myanma                      |
| Bắc Kinh (đã rút) | 北京                      | 13,330,000 |          | Cộng hòa Nhân dân Trung Hoa |

- -     -       - Thuật ngữ Đông Á đã bị thay đổi do phần lớn các thành phố trên thuộc Nam Á, Đông Nam Á chứ không phải Đông Á****

Bắc Kinh đã rút khỏi danh sách tháng 8/2005 để phản đối quyết định của nhóm tổ chức kỳ họp thứ 5 ở Đài Bắc, Đài Loan tháng 4/2006.